# Scotia Plaza

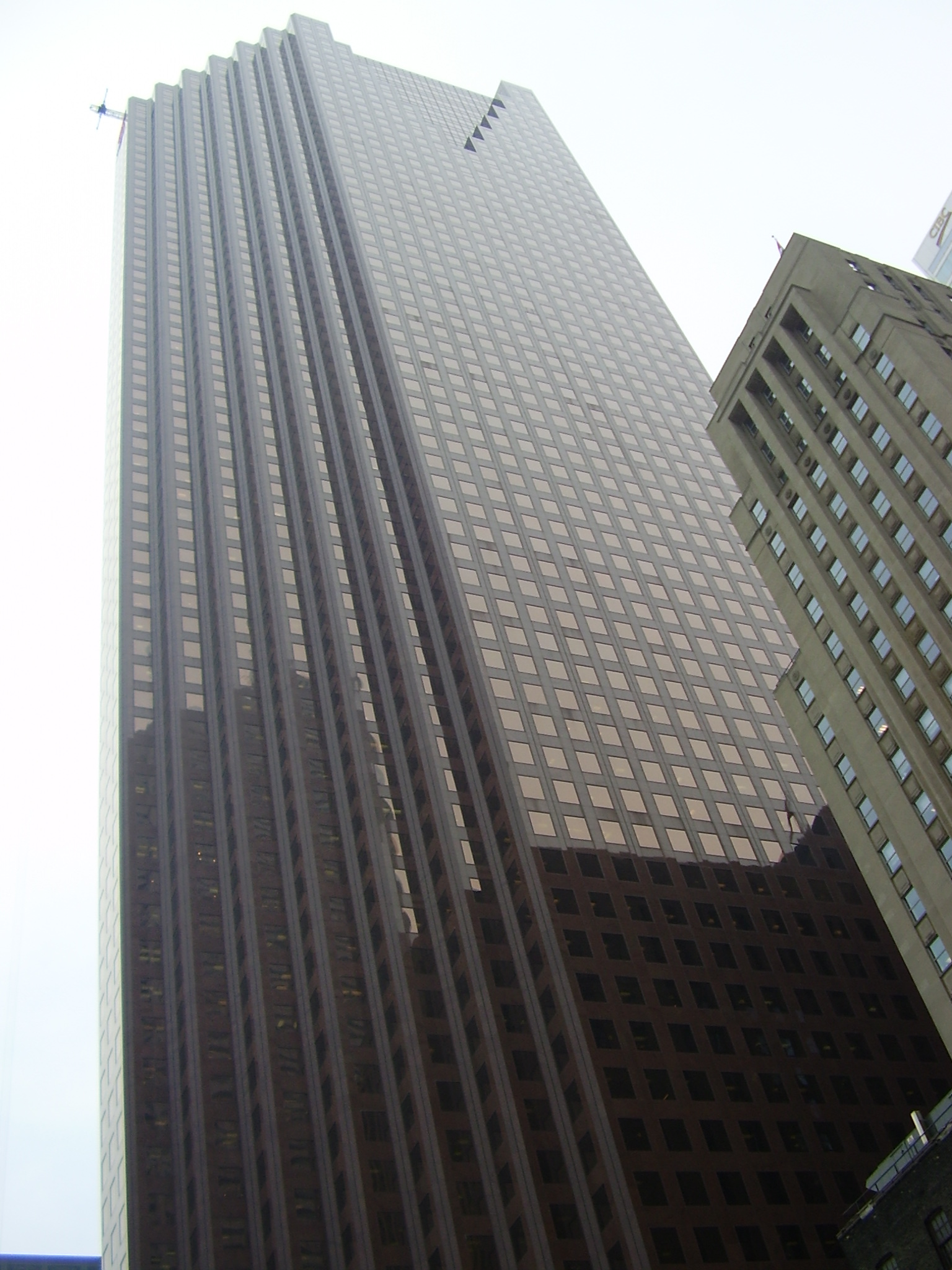
Scotia Plaza.

O Scotia Plaza é um dos arranha-céus mais altos do mundo, com 275 metros de altura(902 pés). Edificado na cidade de Toronto, Canadá, foi concluído em 1988 com 68 andares. É a sede do Scotia Bank.
Inicialmente, os executivos do Scotia Bank planejaram o Scotia Plaza para ser o arranha-céu mais alto da cidade, e superar em altura o First Canadian Place, mas optaram no final por dar prioridade ao desenho do edifício. Possui no total cerca de 190 mil metros quadrados de área utilizável.